# Donkey Kong Country 2: Diddy's Kong Quest
Donkey Kong Country 2: Diddy's Kong Quest — аркада-платформер, розроблена для ігрової системи SNES компанією Rareware та видана Nintendo. Реліз відбувся 14 грудня 1995 року.
Гра є продовженням Donkey Kong Country, яка теж була видана для SNES у 1994 році. Значно відрізняючись від першої частини серії, Donkey Kong Country 2 був відзначений критиками та гравцями за чудову графіку та пред'являв більш високі вимоги до здібностей гравця, у порівнянні з попередньою грою. Diddy's Kong Quest розійшовся тиражем сукупним тиражем більше чотирьох мільйонів копій, ставши другою за обсягами продажів грою для системи SNES у 1995 році та шостою за весь час існування цієї ігрової консолі.
У 2004 році з'явилась перевидана версія гри для Game Boy Advance, а в 2006 році для Wii Virtual Console.